# Typhlocaridina semityphlata
Typhlocaridina semityphlata is een garnalensoort uit de familie van de Atyidae. De wetenschappelijke naam van de soort is voor het eerst geldig gepubliceerd in 1995 door Cai.